# Nutopia

Bandera de Nutopia

Nutopia es un país conceptual, a veces referido como una micronación, fundado por John Lennon y Yoko Ono. Una de las razones por las que se fundó el país era abordar los entonces en curso  problemas de inmigración de Lennon en los Estados Unidos, aunque con medios satíricos. Nutopia no tiene líderes y no se han registrado todas las nacionalidades. Como resultado, la población es desconocida.
Nutopia es un acrónimo de "nueva" y "utopía" en inglés, lo que sugiere que Nutopia es una nueva sociedad, una utopía.

## Historia
En el Día de las bromas de abril de 1973, John y Yoko presentaron el país conceptual de Nutopia en una conferencia de prensa en Nueva York.
Ellos fueron embajadores del país y buscaron (creativamente, aunque sin éxito) la inmunidad diplomática para poner fin a los problemas de inmigración de Lennon en Estados Unidos, ya que él y Ono trataron de permanecer en los Estados Unidos. (Ono ya tenía una  "tarjeta verde" Resident Alien a través de su anterior marido, Tony Cox. A Lennon se le había denegado la residencia permanente.) John habló sobre el país imaginario, lo que a la altura de los ideales de su canción" Imagine", dice esto en el "anuncio oficial" de la declaración:

Anunciamos el nacimiento de un país conceptual, Nutopia. La ciudadanía del país se puede obtener mediante una declaración de conciencia de Nutopia. Nutopia no tiene tierra, ni fronteras, ni pasaportes, la gente solamente. Nutopia no tiene leyes que no sean cósmicas. Todas las personas de Nutopia son embajadores del país. Como dos embajadores de Nutopia, pedimos inmunidad diplomática y reconocimiento en las Naciones Unidas, de nuestro país y su gente.

En 2006, un sitio web fue creado para Nutopia que reenvía a una página web sobre el documental The U.S. vs. John Lennon, distribuida por Lions Gate Entertainment.

## Símbolos

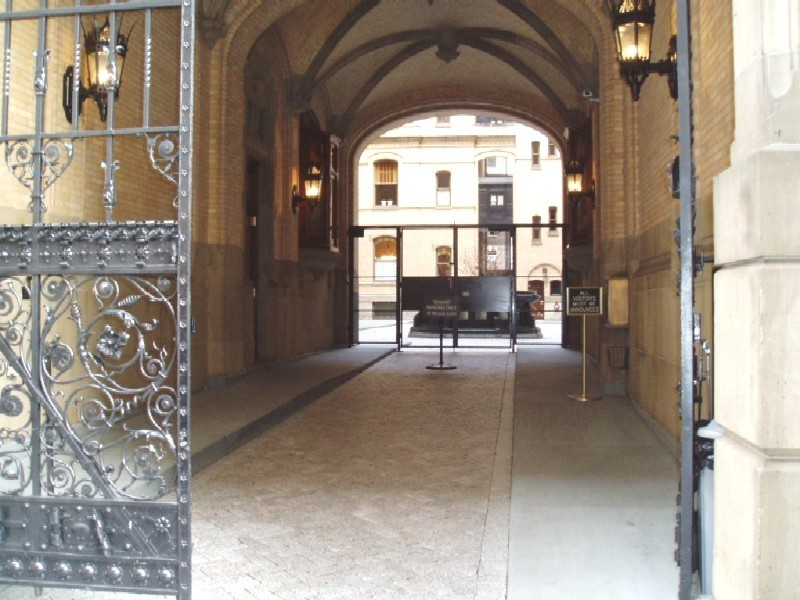
La entrada al edificio Dakota, que tenía un letrero indicando que la embajada nutopiana estaba allí.

La bandera de Nutopia tiene un solo color: blanco. Algunos criticaron esta asociación con la rendición, pero Lennon y Ono defendieron esa asociación, diciendo que solo con entrega y compromiso podrá lograr la paz. U2 más tarde adoptó la bandera Nutopiana como parte de su presentación en vivo de las canciones políticas de su tercer álbum, War. Un ejemplo de esto puede verse en la versión en video del álbum en directo de U2, Under a Blood Red Sky, durante la famosa interpretación de su canción "Sunday Bloody Sunday", que comparte el mismo título de una canción del álbum de Lennon, Some Time in New York City.
El sello oficial de Nutopia consiste en una imagen del animal marino del mismo nombre, en inglés (seal, que significa tanto foca, un pinnípedo, como "sello").
Una placa grabada con las palabras "NUTOPIAN EMBASSY" (embajada nutopiana) fue debidamente instalado en su casa en el edificio Dakota. Yoko comentó que los huéspedes en su casa prefieren caminar por esa puerta en lugar de la entrada principal, diciendo que la puerta de la cocina es la nueva puerta de entrada.